# Mother Hutton
Mother Hutton, ou Mrs. Hutton, est une supposée pharmacienne et herboriste britannique du XVIIIe siècle à qui l'on devrait la découverte des propriétés de la digitale pour le traitement des maladies cardiaques. Le personnage a été créé en 1928 par la société pharmaceutique américaine Parke-Davis (en).

## Nom
Elle est aussi parfois appelée Old mother Hutton ou the old woman from Shropshire.
Comme ce dernier nom de « la vieille femme de Shropshire » l'indique, elle est originaire de Shropshire.

## Biographie fictive
Mother Hutton pratique la médecine générale, mais on la reconnaît en particulier pour ses traitements des troubles cardiaques et aux reins, ainsi que de l'œdème.
Elle découvre l'utilité de la digitale (Digitalis purpura) dans le traitement de ces maladies. C'est sous la forme d'une tisane qu'elle préparait ce médicament, avec l'addition d'autres herbes.
Un de ses réussites les plus célèbres est la guérison, en 1776, du doyen de Brasenose College, Dr. Cauley. Ce dernier l'avait consultée pour un œdème, une condition médicale qui consiste en une accumulation de liquide dans les tissus du corps, du fait de l'inhabilité du cœur et des reins à s'en débarrasser. C'était une maladie mortelle à cette époque, mais Mother Hutton guérit effectivement le Dr. Cauley.
Le médecin et botaniste William Withering, ayant entendu parler de cette guérison, s'enquiert alors auprès de Mother Hutton des ingrédients de sa tisane secrète. En 1785, il la persuade de lui en vendre et lorsqu'il découvre que la digitale est l'ingrédient clé, il publie l'article intitulé An Account of the Foxglove and Some of Its Medical Uses, ce qui fait que depuis ce temps, c'est son nom plutôt que celui de Hutton qui est associé avec la découverte des propriétés de la digitale.
En réalité, Mother Hutton est un personnage imaginaire créé en 1928 dans une illustration de William Meade Prince (en) pour une campagne publicitaire de la compagnie américaine Parke-Davis (en) pour ses produits à base de digitaline,. Son nom n'apparaît pas dans les œuvres de Withering, ni aucune mention d'une rencontre qu'il aurait fait d'une vieille femme — un collègue lui demande simplement de commenter la recette d'une vieille femme. Il avait en fait été informé de la guérison du Dr. Cauley par un collègue (et le doyen avait été traité par des racines de digitale, et non par ses feuilles).